# Arsenura sylla
Arsenura sylla is een vlinder uit de onderfamilie Arsenurinae van de familie nachtpauwogen (Saturniidae).
De wetenschappelijke naam van de soort is voor het eerst geldig gepubliceerd door Pieter Cramer in 1779.

## Ondersoorten
- Arsenura sylla sylla
- Arsenura sylla maranhensis
- Arsenura sylla winbrechlini